# Antoine Griezmann
Antoine Griezmann (ur. 21 marca 1991 w Mâcon) – francuski piłkarz występujący na pozycji napastnika w hiszpańskim klubie Atletico Madryt oraz w reprezentacji Francji. 
Od 2014 reprezentant Francji w piłce nożnej. Złoty medalista Mistrzostw Europy U-19 2010, Mistrzostw Świata 2018 i Ligi Narodów UEFA 2020/2021, srebrny medalista Mistrzostw Europy 2016 i Mistrzostw Świata 2022. Uczestnik Mistrzostw Świata 2014, 2018 i 2022. W 2024 zakończył profesjonalną reprezentacyjną karierę.

## Kariera klubowa

### Początki
Karierę piłkarską rozpoczął w rodzinnym mieście Mâcon. Trenował w tamtejszych klubach EC Mâcon i UF Mâcon. W 2005 podczas testów w Montpellier HSC wzbudził zainteresowanie Realu Sociedad i następnie przeniósł się do tego klubu, mającego siedzibę w San Sebastián. W latach 2005–2009 grał w młodzieżowych zespołach Realu.

### Real Sociedad
Latem 2009 Griezmann awansował do kadry pierwszej drużyny Realu Sociedad, prowadzonej przez Urugwajczyka Martína Lasarte. 2 września 2009 zaliczył debiut w pierwszym zespole Realu Sociedad w meczu Pucharu Króla z Rayo Vallecano (0:2). Z kolei w Segunda División zadebiutował 6 września 2009 w zremisowanym 0:0 domowym meczu z Realem Murcia. W 2010 awansował z Realem do Primera División po tym, jak klub z San Sebastián wywalczył mistrzostwo Segunda División. W kwietniu 2010 przedłużył kontrakt z Realem do 2015, a w nim została zawarta klauzula odstępnego w wysokości 30 milionów euro. W ekstraklasie hiszpańskiej swój debiut zaliczył 29 sierpnia 2010 w meczu z Villarrealem (1:0). Z kolei pierwszą bramkę w Primera División zdobył 25 października 2010 w spotkaniu z Deportivo La Coruña (3:0).

### Atlético Madryt
29 lipca 2014 Griezmann przeszedł do Atlético Madryt (za 30 mln euro), podpisując z nowym klubem sześcioletni kontrakt. Swój debiut w barwach Los Indios rozegrał 19 sierpnia w meczu o Superpuchar Hiszpanii z Realem Madryt, zmieniając Saúla Ñígueza w 57. minucie. Pierwszą bramkę dla klubu strzelił 17 września w przegranym 2:3 meczu fazy grupowej Ligi Mistrzów UEFA przeciwko Olympiakosowi. Pierwsze (i drugie) ligowe trafienie zaliczył 1 listopada w meczu przeciw Córdoba CF, wygranym 4:2. Debiutancki sezon w Madrycie zakończył strzelając dla Atlético łącznie 22 gole w 37 spotkaniach. Na zamknięcie rozgrywek 2014/15 ligi hiszpańskiej, został wybrany do jedenastki sezonu, jako jedyny gracz Los Indios i jeden z trzech napastników, obok Cristiano Ronaldo i Leo Messiego.

### FC Barcelona
12 lipca 2019 FC Barcelona wpłaciła 120 milionów euro klauzuli odejścia Antoine'a Griezmanna. Podpisał z klubem pięcioletni kontrakt.
W FC Barcelonie w lidze zadebiutował 16 sierpnia w wyjazdowym meczu 1. kolejki z Athletic Bilbao przegranym 0:1. Swojego pierwszego gola strzelił 25 sierpnia w meczu domowym na Camp Nou w 2. kolejce w 41. minucie, a pięć minut po przerwie strzelił swoją drugą bramkę w tym meczu.

## Kariera reprezentacyjna

### Drużyny młodzieżowe
W 2010 Griezmann został mianowany kapitanem reprezentacji Francji U-19. Zadebiutował w niej 2 marca 2010 w bezbramkowym meczu z Ukrainą. W lipcu 2010 wystąpił w Mistrzostwach Europy U-19 we Francji. Jego drużyna wywalczyła tam mistrzostwo kontynentu, a Griezmann pomógł jej w tym sukcesie strzelając dwie bramki, obie w grupowym meczu z Austrią.
Po turnieju, we wrześniu 2010, został powołany do reprezentacji U-20 na towarzyskie spotkanie z Portugalią. Na poprzedzającym mecz treningu doznał jednak kontuzji uda, co wykluczyło go z gry. Swoje pierwsze spotkanie w drużynie U-20 rozegrał dopiero 9 lutego 2011, wygrywając 2:1 przeciwko Anglii. Wcześniej, w listopadzie 2010, po wyleczeniu urazu, Griezmann zadebiutował natomiast w reprezentacji Francji U-21 w przegranym 0:1 meczu z Rosją.

### Kadra seniorska
27 lutego 2014, po udanym sezonie 2013/2014, selekcjoner reprezentacji Francji, Didier Deschamps, powołał Griezmanna do kadry seniorskiej. Zadebiutował w niej 5 marca 2014 w wygranym 2:0 meczu z Holandią.

#### Mistrzostwa Świata 2014
13 maja 2014, Griezmann został powołany do kadry Trójkolorowych na Mistrzostwa Świata w Brazylii. Swoją pierwszą bramkę dla kadry seniorskiej zdobył 1 czerwca w trakcie przygotowań przed mundialem, otwierając wynik zremisowanego 1:1 meczu towarzyskiego z Paragwajem. Kolejne dwa gole strzelił 8 czerwca podczas ostatniego sprawdzianu przed turniejem, w wygranym 8:0 meczu z Jamajką, wchodząc z ławki rezerwowych w drugiej połowie spotkania.
Jeszcze przed pierwszym meczem Trójkolorowych na mistrzostwach, kontuzji doznał skrzydłowy Franck Ribéry. Deschamps postanowił powierzyć jego zadania Griezmannowi. Francuzi rozpoczęli mistrzostwa od dwóch zwycięstw i remisu, wygrywając grupę E. Wygrali również mecz 1/8 finału przeciwko Nigerii. Les Bleus odpadli z turnieju przegrywając 0:1 mecz ćwierćfinałowy z późniejszymi triumfatorami – Niemcami.

#### Mistrzostwa Europy 2016
Antoine Griezmann został również powołany na Euro 2016 rozgrywane we Francji. W fazie grupowej otworzył w 90. minucie wynik wygranego (ostatecznie 2:0) meczu z Albanią. W 1/8 finału zdobył dwie bramki w spotkaniu przeciwko Irlandii, ustalając wynik na 2:1 dla Francji. W ćwierćfinale Trójkolorowi mierzyli się z Islandią, wygrywając 5:2. Griezmann zdobył w tym meczu gola na 4:0, trafiając w 45. minucie. W spotkaniu półfinałowym Les Bleus zagrali przeciwko Niemcom. W wygranym 2:0 meczu oba gole zdobył Griezmann. W finale Euro, swoim trzecim w historii reprezentacji, Francja uległa Portugalii 0:1 po dogrywce.
Antoine Griezmann zakończył rozgrywki z sześcioma trafieniami, zdobywając koronę króla strzelców. Został również wybrany najlepszym zawodnikiem mistrzostw.

#### Mistrzostwa Świata 2018
17 maja 2018 Griezmann został powołany do kadry Francji na Mistrzostwa Świata 2018 w Rosji. 16 czerwca 2018 został sfaulowany w polu karnym i wykorzystał rzut karny, otwierając wynik w meczu, a ostatecznie wygranym 2:1 nad Australią w pierwszym meczu grupowym, który był pierwszą decyzją karną przyznaną na mistrzostwach świata, za pomocą systemu wideoweryfikacji. 30 czerwca 2018 w meczu 1/8 finału wykorzystał rzut karny na faulu Kyliana Mbappé w wygranym 4:3 z Argentyną. 6 lipca 2018 w meczu ćwierćfinałowym przeciwko Urugwaju asystował przy golu Raphaëla Varana z rzutu rożnego, a dziewiętnaście minut później sam zdobył gola ustalając wynik na 2:0 po błędzie bramkarza Urugwaju Fernando Muslery i nie celebrował gola ze względu na przyjaźń z piłkarzami Urugwaju grających z nim w Atlético Madryt. 10 lipca 2018 w meczu półfinałowym przeciwko Belgii dośrodkował z rzutu rożnego piłkę po której Samuel Umtiti zdobył gola uderzając głową ustalając wynik 1:0 i tym samym awansując trzeci raz w historii do finału mistrzostw świata. 15 lipca 2018 w finale przeciwko Chorwacji w 18 minucie meczu dośrodkowując piłkę z rzutu wolnego Mario Mandžukić niefortunnie skierował piłkę do swojej bramki zdobywając gola samobójczego otwierając wynik, a w 38 minucie wykorzystał rzut karny po zagraniu ręką Ivana Perišića, a ostatecznie mecz zakończył się wygraną Francji 4:2 po golach Kyliana Mbappé i Paula Pogby i zdobywając drugie mistrzostwo świata. Został wybrany zawodnikiem meczu finałowego, a także został wybrany trzecim najlepszym zawodnikiem turnieju za Luką Modriciem i Edenem Hazardem, otrzymując Brązową Piłkę.

#### Mistrzostwa Europy 2020
W maju 2021 otrzymał powołanie na przełożone Mistrzostwa Europy 2020 z powodu epidemii COVID-19. 19 czerwca 2021 w drugim meczu fazy grupowej strzelił jedynego gola na tym turnieju w zremisowanym 1:1 z Węgrami. 28 czerwca 2021 w meczu 1/8 finału ze Szwajcarią został zdjęty w 88 minucie, a w jego miejsce wszedł Moussa Sissoko. Mecz zakończył się remisem 3:3 gdzie w konkursie rzutów karnych przegrali 4:5 i odpadli z turnieju.

#### Mistrzostwa Świata 2022
9 listopada 2022 znalazł się w kadrze Francji na Mistrzostwa Świata 2022 w Katarze. 14 grudnia 2022 w meczu półfinałowym został zawodnikiem meczu w wygranym 2:0 w meczu z Marokiem. Wystąpił w finale z Argentyną do 71 minuty spotkania, a mecz zakończył się remisem 3:3 gdzie po dogrywce w konkursie rzutów karnych trójkolorowi przegrali 4:2 i ostatecznie zdobyli drugie wicemistrzostwo świata, a sam turniej zakończył z trzema asystami (razem z Bruno Fernandesem, Harrym Kanem, Lionelem Messim i Ivanem Perišićem).

## Statystyki klubowe
(aktualne na 19 lutego 2023)
| Klub                   | Sezon              | Liga               | Liga  | Liga   | Puchar kraju | Puchar kraju | Europa | Europa | Inne  | Inne   | Ogólnie | Ogólnie |
| Klub                   | Sezon              | Liga               | Mecze | Bramki | Mecze        | Bramki       | Mecze  | Bramki | Mecze | Bramki | Mecze   | Bramki  |
| ---------------------- | ------------------ | ------------------ | ----- | ------ | ------------ | ------------ | ------ | ------ | ----- | ------ | ------- | ------- |
| Real Sociedad          | 2009/2010          | Segunda División   | 39    | 6      | 1            | 0            | –      | –      | –     | –      | 40      | 6       |
| Real Sociedad          | 2010/2011          | Primera División   | 37    | 7      | 2            | 0            | –      | –      | –     | –      | 39      | 7       |
| Real Sociedad          | 2011/2012          | Primera División   | 35    | 7      | 3            | 1            | –      | –      | –     | –      | 38      | 8       |
| Real Sociedad          | 2012/2013          | Primera División   | 34    | 10     | 1            | 1            | –      | –      | –     | –      | 35      | 11      |
| Real Sociedad          | 2013/2014          | Primera División   | 35    | 16     | 7            | 3            | 8      | 1      | –     | –      | 50      | 20      |
| Real Sociedad          | Ogólnie            | Ogólnie            | 180   | 46     | 14           | 5            | 8      | 1      | 0     | 0      | 202     | 52      |
| Atlético Madryt        | 2014/2015          | Primera División   | 37    | 22     | 5            | 1            | 9      | 2      | 2     | 0      | 53      | 25      |
| Atlético Madryt        | 2015/2016          | Primera División   | 38    | 22     | 3            | 3            | 13     | 7      | –     | –      | 54      | 32      |
| Atlético Madryt        | 2016/2017          | Primera División   | 36    | 16     | 5            | 4            | 12     | 6      | –     | –      | 53      | 26      |
| Atlético Madryt        | 2017/2018          | Primera División   | 32    | 19     | 3            | 2            | 14     | 8      | –     | –      | 49      | 29      |
| Atlético Madryt        | 2018/2019          | Primera División   | 37    | 15     | 2            | 2            | 8      | 4      | 1     | 0      | 48      | 21      |
| Atlético Madryt        | Ogólnie            | Ogólnie            | 180   | 94     | 18           | 12           | 56     | 27     | 3     | 0      | 257     | 133     |
| FC Barcelona           | 2019/2020          | Primera División   | 35    | 9      | 3            | 3            | 9      | 2      | 1     | 1      | 48      | 15      |
| FC Barcelona           | 2020/2021          | Primera División   | 36    | 13     | 6            | 3            | 7      | 2      | 2     | 2      | 51      | 20      |
| FC Barcelona           | 2021/2022          | Primera División   | 3     | 0      | 0            | 0            | 0      | 0      | –     | –      | 3       | 0       |
| FC Barcelona           | Ogólnie            | Ogólnie            | 74    | 22     | 9            | 6            | 16     | 4      | 3     | 3      | 102     | 35      |
| Atlético Madryt (wyp.) | 2021/2022          | Primera División   | 26    | 3      | 1            | 1            | 9      | 4      | –     | –      | 36      | 8       |
| Atlético Madryt (wyp.) | 2022/2023          | Primera División   | 8     | 2      | 0            | 0            | 3      | 1      | –     | –      | 11      | 3       |
| Atlético Madryt (wyp.) | Ogólnie            | Ogólnie            | 34    | 5      | 1            | 1            | 12     | 5      | 0     | 0      | 47      | 11      |
| Atlético Madryt        | 2022/2023          | Primera División   | 14    | 5      | 3            | 0            | 3      | 0      | –     | –      | 20      | 5       |
| Atlético Madryt        | Ogólnie            | Ogólnie            | 14    | 5      | 3            | 0            | 3      | 0      | 0     | 0      | 20      | 5       |
| Ogólnie w karierze     | Ogólnie w karierze | Ogólnie w karierze | 482   | 172    | 45           | 24           | 95     | 37     | 6     | 3      | 628     | 236     |

## Sukcesy

### Real Sociedad
- Mistrzostwo Segunda División: 2009/2010

### Atlético Madryt
- Liga Europy UEFA: 2017/2018
- Superpuchar Europy UEFA: 2018
- Superpuchar Hiszpanii: 2014

### FC Barcelona
- Puchar Króla: 2020/2021

### Francja
Mistrzostwa świata
- Mistrzostwo: 2018
- Wicemistrzostwo: 2022

Mistrzostwa Europy
- Wicemistrzostwo: 2016

Liga Narodów UEFA
- Mistrzostwo: 2020/2021

### Francja U-19
Mistrzostwa Europy U-19
- Mistrzostwo: 2010

### Indywidualne
- Król strzelców Mistrzostw Europy: 2016 (6 goli)

### Wyróżnienia
- Drużyna turnieju Mistrzostw Europy U-19: 2010
- Najlepszy piłkarz świata według Onze Mondial: 2014/2015
- Drużyna sezonu Primera División: 2014/2015
- Najlepszy zawodnik Primera División: 2015/2016
- Najlepszy zawodnik Mistrzostw Europy: 2016
- Drużyna turnieju Mistrzostw Europy: 2016
- Piłkarz roku w plebiscycie France Football: 2016[58]
- Drużyna Roku UEFA: 2016
- Drużyna sezonu Ligi Mistrzów: 2015/2016, 2016/2017
- Drużyna sezonu Ligi Europy: 2017/2018
- Gracz sezonu Ligi Europy: 2017/2018
- Drużyna roku według IFFHS: 2018

### Rekordy
- Najskuteczniejszy obcokrajowiec w historii Atlético Madryt: 149 goli
- Najskuteczniejszy francuski zawodnik w historii Atlético Madryt: 149 goli

## Życie prywatne
Ma siostrę Maud oraz młodszego brata Théo. W lutym 2020 r. jego ojciec, Alain Griezmann został prezesem UF Mâconnais. Od 15 czerwca 2017 r. żoną Griezmanna jest Erika Choperena. Mają córki – Mię (ur. 8 kwietnia 2016) Albę (ur. 8 kwietnia 2021) oraz syna Amaro (ur. 8 kwietnia 2019). 
Jego dziadek Amaro Lopez, był portugalskim piłkarzem.
W styczniu 2020 r. Griezmann założył organizację e-sportową Grizi Esport, biorącą udział w turniejach Rainbow Six Siege, Fortnite i FIFA.

## Odznaczenia
- Kawaler Legii Honorowej – nadanie 2018[69], wręczenie 2019[70][71]